# سنت-کاترین-دو-هتلی، کبک
سنت-کاترین-دو-هتلی (به فرانسوی: Sainte-Catherine-de-Hatley) شهری در منطقه شهری مامفرماگوگ ناحیه استری در استان کبک کانادا است. در سرشماری سال ۲۰۱۱ این شهر ۲٬۱۶۵ نفر جمعیت داشته‌است و مساحت آن ۸۱٫۴۳ کیلومتر مربع است.